# Hypenanthe
Hypenanthe es un género  de plantas fanerógamas pertenecientes a la familia Melastomataceae. Comprende 4 especies descritas.

## Taxonomía
El género fue descrito por Carl Ludwig Blume y publicado en Mus. Bot. Lugd.-Bat. 1: 21. 1849.

## Especies aceptadas
A continuación se brinda un listado de las especies del género Hypenanthe aceptadas hasta febrero de 2013, ordenadas alfabéticamente. Para cada una se indica el nombre binomial seguido del autor, abreviado según las convenciones y usos:
- Hypenanthe bracteatum (Blume) Bakh.f.
- Hypenanthe pulleanum (Mansf.) Bakh.f.
- Hypenanthe setigerum (Blume) Bakh.f.
- Hypenanthe venosum Blume